# Maliattha marginalis
Maliattha marginalis är en fjärilsart som beskrevs av Walker 1865. Maliattha marginalis ingår i släktet Maliattha och familjen nattflyn. Inga underarter finns listade i Catalogue of Life.